# 楢橋美紀
楢橋美紀（日语： Narabashi Miki，1960年1月25日—），日本女性配音員、旁白。出身於東京都。ARTSVISION所屬。身高154cm。B型血。
代表作有《蠟筆小新》（野原美）、《櫻桃小丸子》（美環花子）等。

## 經歷
惠泉女學園中學·高等學校畢業。
以前經歷圓演劇研究所、NHK推廣服務、Voice Arts、舞台藝術學院、演員講座，目前隸屬於ARTSVISION。並擔任日本播音演技研究所講師，其中學生包括早見沙織、內山夕實。
爆笑問題的田中裕二是她的表弟。

## 人物
扮演的角色大部分都是女性，但也有扮演少年角色。
興趣、特長：鋼琴、電子琴、貓的聲音、柔軟體操、芭蕾舞。

## 演出
粗體字表示主要角色。

### 電視動畫
1983年
- 足球小將翼 (1983年版)（立花政夫（日语：立花兄弟））

1984年
- 神奇無尾熊（日语：ふしぎなコアラブリンキー）（學生）

1985年
- 拜託了！薩米亞丼（日语：おねがい!サミアどん）
- 小超人帕門 (1983年版)（小孩）
- 魯邦三世 PARTIII（日语：ルパン三世 PARTIII）

1986年
- 宇宙船人馬座（日语：宇宙船サジタリウス）（1986年—1987年，拉納的孩子、塔拉）

1987年
- 超人B（日语：ウルトラB）（女學生A、女）
- 妙手小廚師（1987年—1989年，山岡茂[14]）

1988年
- 宇宙傳說尤利西斯31（日语：宇宙伝説ユリシーズ31）（諾諾[15]）
- 麵包超人（1988年—，小雪人〈初代〉、燒賣妹妹、〈初代〉）

1990年
- 櫻桃小丸子（1990年—，美環花子[16]、年子、阿瑪莉莉絲、高宮純子、兼子、高橋良子〈第2代〉[注 1]、宮子姐姐〈第2代〉、神谷靜子、高丸〈初代〉 等）2系列
- NG騎士檸檬汽水&40（梧桐人[17]）
- 桃太郎傳說 PEACHBOY LEGEND（子鬼）

1991年
- 淘氣的雙胞胎 克萊爾學院物語（日语：おちゃめなふたご クレア学院物語）（凱薩琳·格里高利）
- 哆啦A夢 (大山羨代版)（女孩子）
- 魔法使莎莉 (1989年版)（蓬）
- 意甲小旋風（日语：燃えろ!トップストライカー）（安東尼奧、少年A）
- 至尊勇者（小孩、男孩子）

1992年
- 環保小尖兵（日语：地球SOS それいけコロリン）（江古綠子）
- 蠟筆小新（1992年—，野原美[18] 、楢橋晶子、〈SHIN-MEN（日语：SHIN-MEN）〉）
- 看了就會變強 暢快！橫綱動畫 啊啊播磨灘（日语：ああ播磨灘）（富子）
- 南國少年奇小邪（小熊貓）

1993年
- 奇蹟女孩（更科理沙）
- 美少女戰士（1993年—1996年，吉加洛斯、大門·茶伽馬、小太郎、園子）4系列[系列 1]
- 秀逗泰山阿達♡（1993年—1994年，珍）

1994年
- （兵介）
- 淘氣貓 喵喵三丁目（天使）

1995年
- 暖暖日記（ダイねえちゃん）
- 淘氣小愛神（米達拉）

1996年
- 蒙面俠蘇洛傳
- 熱鬥小馬（仔馬）
- 魔法少女砂沙美（球女、假病婦）

1997年
- 勇者王我王凱牙（1997年—2005年，史旺·懷特[19]、孤森玲子[20]、初野菖蒲[21]）2系列[系列 2]
- 甜心戰士F（女忍者變色龍）
- 貓狐警探（日语：はいぱーぽりす）（穆清院門前稻荷櫻的母親）
- YAT安心！宇宙旅行（日语：YAT安心!宇宙旅行）（烏奇媽媽）

1998年
- 槍神Trigun（鞋店主人）
- 小豬萬萬歲（食堂大嬸）
- 神化嬌嬌女 (新版)（大嬸）
- 魔術士歐菲（母親）

2000年
- 隨風飄的月影蘭
- 霹靂酷樂貓（マーくん）

2001年
- 妙妙魔法屋（霞的媽媽、七草、正江老師[22]）

2002年
- 白色十字架 Glühen（修女）
- 閃靈二人組（主任）
- 十二國記（座長的妻子）

2004年
- 犬夜叉（甘太）
- 超完美女傭（日语：ぷぎゅる）（那知子）

2006年
- 認真地不認真的怪傑佐羅力（媽媽桑）

2010年
- 屍鬼（伊藤郁美）

2011年
- 哆啦A夢 (水田山葵版)（卡蓮）

2012年
- 翡翠森林狼與羊 ～秘密的朋友～（白羊大嬸）
- FAIRY TAIL魔導少年（2012年—2019年，莉絲莉·羅）3系列[系列 3]

2018年
- 龍族拼圖（2018年—2025年，明石仁美、岡、喵朵拉、男子）

2019年
- 臨死!! 江古田（日语：臨死!!江古田ちゃん）（姐姐）
- 毛球剛次郎（日语：けだまのゴンじろー）（細太木瓦斯子）
- 入間同學入魔了（女士·利維）

2024年
- BUCCHIGIRI?!（日语：ぶっちぎり?!）（燈也也子）

### 電影動畫
1985年
- 足球小將翼：決戰歐洲（立花政夫（日语：立花兄弟）[23]）
- 足球小將翼：危險！全日本Jr.（立花政夫[24]）

1986年
- 足球小將翼：奔向明日！（立花政夫[25]）
- 足球小將翼：世界大決戰!! Jr. 世界盃（立花政夫）

1989年
- 麵包超人：亮晶晶星的眼淚（日语：それいけ!アンパンマン キラキラ星の涙）（小雪人[26]）

1990年
- 櫻桃小丸子：友情歲月（日语：ちびまる子ちゃん (映画)）（美環花子）
- Heavy（羅尼）

1992年
- 櫻桃小丸子：我最喜歡的歌（美環花子）

1993年
- 蠟筆小新：動感超人VS高衩魔王（野原美）

1994年
- 蠟筆小新：不理不理王國的秘寶（野原美冴）

1995年
- 蠟筆小新：雲黑齋的野心（野原美冴）

1996年
- 蠟筆小新：搞怪遊樂園大冒險（野原美冴）

1997年
- 蠟筆小新：黑暗珠珠大追擊（野原美冴）
- 靈異教師神眉：恐怖的暑假！妖海傳說（礒女）

1998年
- 蠟筆小新：電擊！豬蹄大作戰（野原美冴）

1999年
- 蠟筆小新：爆發！溫泉激烈大決戰 Made in 埼玉（野原美冴）
- 蠟筆小新：爆發！溫泉激烈大決戰（野原美冴）
- 生之喜悅（日语：ハッピーバースデー 命かがやく瞬間#アニメ映画）（花村桂子）

2000年
- 蠟筆小新：風起雲湧的叢林冒險（野原美冴）

2001年
- 蠟筆小新：風起雲湧 猛烈！大人帝國的反擊（野原美冴[27]）

2002年
- 蠟筆小新：風起雲湧 壯烈！戰國大會戰（野原美冴[28]）

2003年
- 蠟筆小新：風起雲湧！光榮燒肉之路（野原美冴[29]）

2004年
- 蠟筆小新：夕陽下的春日部男孩（野原美冴[30]）

2005年
- 蠟筆小新：3分鐘百變大進擊（野原美冴）

2006年
- 蠟筆小新：Amigo！森巴入侵計畫（野原美冴[31]）

2007年
- 蠟筆小新：小白的屁屁炸彈（野原美冴）

2008年
- 蠟筆小新：風起雲湧的金矛勇者（野原美冴）

2009年
- 蠟筆小新：春日部野生王國（野原美冴）

2010年
- 蠟筆小新：我的超時空新娘（野原美冴）

2011年
- 蠟筆小新：黃金間諜大作戰（野原美冴）

2012年
- 蠟筆小新：我和我的宇宙公主（野原美冴[32]）

2013年
- 蠟筆小新：超級美味！B級美食大逃亡!!（野原美冴）

2014年
- 蠟筆小新：大對決！機器人爸爸的反擊（野原美冴）

2015年
- 蠟筆小新：我的搬家物語 仙人掌大襲擊（野原美冴[33]）
- 櫻桃小丸子：來自義大利的少年（美環花子）

2016年
- 蠟筆小新：爆睡！夢世界大作戰（野原美冴）

2017年
- 蠟筆小新：宇宙人Pi力來襲!!（野原美冴）

2018年
- 蠟筆小新：功夫小子 ～拉麵大亂鬥～（野原美冴）

2019年
- 蠟筆小新：新婚旅行風暴 ～奪回廣志大作戰～（野原美冴）

2020年
- 蠟筆小新：激戰！塗鴉王國與差不多四勇者（野原美冴）

2021年
- 蠟筆小新：謎案！天下春日部學院的怪奇事件（野原美冴）

2022年
- 蠟筆小新：幽靈忍者珍風傳[34]（野原美）

2023年
- 新次元！蠟筆小新THE MOVIE 超能力大決戰 ～飛吧！手卷壽司～（野原美冴[35]）

2024年
- 蠟筆小新：我們的恐龍日記（野原美冴）

2025年
- 蠟筆小新：超華麗！灼熱的春日部舞者（野原美冴）

### OVA
1988年
- 怪傑佐羅力
- （賽車女王）

1989年
- 新·足球小將翼（立花政夫（日语：立花兄弟））
- 超人洛克 Lord Leon（日语：超人ロック）（馬克）
- 敵人是海賊 ～貓咪們的饗宴～（日语：敵は海賊〜猫たちの饗宴〜）

1990年
- 楳圖一雄的詛咒（蔦江）
- 頑皮大師（女警）

1991年
- 石井壽一的大政界（日语：いしいひさいちの大政界）（政治家夫人）
- JINGI 仁義（日语：JINGI 仁義）

1992年
- 天地無用！魎皇鬼（正木太老）

1993年
- Kiki與Lala的糖果屋（旁白）
- Kiki與Lala的我想成為公主（旁白）

1994年
- 埼玉暴走最前線 旗幟！絕望的青春!!（女學生A）

1996年
- 銀河英雄傳說（萊茵哈特·馮·繆傑爾〈幼年時期〉）

1999年
- 歡迎來到Pia Carrot!! 2 DX（皆瀨葵）

2000年
- With You ～真愛相隨～（日语：With You 〜みつめていたい〜）（冰川菜織）
- 勇者王我王凱牙FINAL（史旺·懷特[36]、初野菖蒲）

2001年
- 鋼彈EVOLVE 3 GF13-017NJII GOD GUNDAM（蕾茵·深村（日语：レイン・ミカムラ））
- 夢幻遊戲 永光傳（夢明）

### 網路動畫
- 神奇寶貝不可思議的迷宮空之探險隊！（日语：ポケモン不思議のダンジョン 出動ポケモン救助隊ガンバルズ!）（2007年，盔甲鳥）
- 蠟筆小新外傳 外星人vs.新之助（日语：クレヨンしんちゃん外伝 エイリアン vs. しんのすけ）（2016年，野原美）
- 蠟筆小新外傳 玩具大戰（日语：クレヨンしんちゃん外伝 おもちゃウォーズ）（2016年，野原美）
- 蠟筆小新外傳 帶家族之狼（日语：クレヨンしんちゃん外伝 家族連れ狼）（2017年）
- 蠟筆小新外傳 妖怪與野原新之助（日语：クレヨンしんちゃん外伝 お・お・お・のしんのすけ）（2017年，妖怪大屁屁婆婆）

### 遊戲
1993年
- 蠟筆小新：幼稚園風雲（日语：クレヨンしんちゃん 嵐を呼ぶ園児）（1993年—1994年）
- 猜謎蠟筆小新（日语：クイズクレヨンしんちゃん）（野原美）
- 蠟筆小新：和我一起玩吧（日语：クレヨンしんちゃん オラと遊ぼ）（野原美）

1994年
- 爆傳 不平衡區（卑呼）
- 秀逗泰山阿達♡ 世界漫遊大格鬥之巻（珍）
- 足球小將翼（日语：キャプテン翼 (ゲーム)#メガCD）（立花政夫（日语：立花兄弟））

1995年
- 蠟筆小新：方塊大魔王之謎（日语：クレヨンしんちゃん パズル大魔王の謎）（野原美、方塊大魔王）
- 戰國戰神 藤丸地獄變（日语：戦国サイバー 藤丸地獄変）

1996年
- 櫻桃小丸子 豪華益智問答（美環花子）
- 天地無用！魎皇鬼FX（高岡枕）
- 金田一少年之事件簿 ～悲報島 新的慘劇～（克里斯·愛因斯坦、葉月真佐樹、葉月真由紀）

1997年
- TILK ～來自青海的少女～（埃里希）
- 魔法學園露娜！（日语：LUNAR#魔法学園LUNAR!）（庫兒）
- 私立正義學園 英雄軍團（蒂芬妮·羅德斯[37]）

1998年
- 個人教授（日语：個人教授 (ゲーム)）（千葉有里巳）
- 鬥神傳卡片遊戲（日语：闘神伝）（塞勒涅）
- Dancing Blade 任性桃天使！（稚女）
- AZITO2（神無月菫）

1999年
- 降鬼一族（[來源請求]、遺言）
- 私立正義學園 熱血青春日記2（蒂芬妮·羅德斯）
- Spiritual Soul（艾蘭）
- TAMAGO DE PUZZLE（弗拉米）

2000年
- 召喚夜響曲（史旺）
- 勇者聖戰2（日语：ブレイブサーガ2）（史旺·懷特）
- 日昇英雄譚R（日语：サンライズ英雄譚）（史旺·懷特）
- 燃燒吧！正義學園（蒂芬妮·羅德斯）
- NEUES（艾繆爾斯·洛伊）

2001年
- 歡迎來到Pia Carrot!! 2.5（皆瀨葵）
- 莎木II
- 兒童劇場 蠟筆小新動手做（日语：キッズステーション クレヨンしんちゃん オラとおもいでつくるゾ!）（野原美）
- 日昇英雄譚2（日语：サンライズ英雄譚）（蕾茵·深村（日语：レイン・ミカムラ）、史旺·懷特）

2002年
- SD鋼彈 G世代（2002年—2004年，蕾茵·深村[注 2]）2作品[系列 4]

2003年
- SUNRISE WORLD WAR From 日昇英雄譚（日语：サンライズ英雄譚）（蕾茵·深村、史旺·懷特、泉）
- 全民高爾夫4（珊迪）

2004年
- 通靈戰士（日语：ファントム・ブレイブ）（旁白）
- 蠟筆小新：呼風喚雨的電影樂園大冒險！（日语：クレヨンしんちゃん 嵐を呼ぶ シネマランドの大冒険!）
- 太鼓之達人系列（2004年—2022年，和田咚〈第2代〉、和田喀〈第2代〉、龜、梅卡頓、卡萊庫塔＝唐迪、與木丸、媽媽費戈爾）37作品[系列 5]

2005年
- 拉吉亞達物語（日语：ラジアータ ストーリーズ）（惡毒）
- 新世紀勇者大戰（日语：新世紀勇者大戦）
- 幽靈王國（日语：ファントム・キングダム）（邪神瓦爾沃爾伽的中部奧爾菲利亞）

2006年
- 蠟筆小新：驚奇園地的傳說大絕戰！（日语：クレヨンしんちゃん 伝説を呼ぶ オマケの都ショックガーン!）
- 足球小將翼（日语：キャプテン翼 (ゲーム)）（立花政夫（日语：立花兄弟））[注 3]
- 蠟筆小新：最強家族春日部之王Wii（日语：クレヨンしんちゃん 最強家族カスカベキング うぃ〜）（野原美）

2007年
- 蠟筆小新DS：呼風喚雨的蠟筆大作戰！（日语：クレヨンしんちゃんDS 嵐を呼ぶ ぬってクレヨ〜ン大作戦!）

2008年
- 蠟筆小新：呼風喚雨的電影樂園大挑戰！（日语：クレヨンしんちゃん 嵐を呼ぶ シネマランド カチンコガチンコ大活劇!）
- 福音小戰士

2009年
- 櫻桃小丸子DS 小丸子的市鎮（美環花子）
- 蠟筆小新：黏土造型大變身！（日语：クレヨンしんちゃん 嵐を呼ぶ ねんどろろ〜ん大変身!）
- 通靈戰士Wii（日语：ファントム・ブレイブ）（旁白、上帝艾琳）

2010年
- 蠟筆小新：呆呆忍者傳 前進吧！春日部忍者隊！（日语：クレヨンしんちゃん おバカ大忍伝 すすめ!カスカベ忍者隊!）
- 蠟筆小新：驚奇樂園的傳說大決戰！（日语：クレヨンしんちゃん ショックガ〜ン!伝説を呼ぶオマケ大ケツ戦!!）（野原美）

2011年
- 蠟筆小新：宇宙功夫!? 友情的笨蛋空手道!!（日语：クレヨンしんちゃん 宇宙DEアチョー!? 友情のおバカラテ!!）

2013年
- 瑪利歐賽車街機GP DX（日语：マリオカート アーケードグランプリ）（和田咚）

2014年
- 蠟筆小新：呼風喚雨的春日部電影明星！（日语：クレヨンしんちゃん 嵐を呼ぶ カスカベ映画スターズ!）（野原美[38]）
- 妖怪手錶2 元祖／本家（和田咚）

2015年
- 偶像大師 盡情高歌 赤盤／青盤（和田咚）

2017年
- 足球小將翼 ～奮戰夢幻隊～（日语：キャプテン翼 (ゲーム)#KLab）（立花政夫[39]）
- 蠟筆小新：沸騰！關東煮大混亂!!（野原美冴）
- 命運之子（摩亞）

2021年
- 御城Project:RE ～CASTLE DEFENSE～（日语：御城プロジェクト）（鬼島、拉姆利城）
- 勇氣默示錄2（莉莉·格瑞那丁[40]）
- LIVE A HERO！（瑪格菈塔[41]）
- 蠟筆小新：我與博士的暑假 ～永不結束的七日之旅～（野原美冴）

2022年
- BRAVELY DEFAULT BRILLIANT LIGHTS（日语：ブレイブリーデフォルト ブリリアントライツ）（莉莉·格瑞那丁）
- 女主角忍法帖 姬影·壹（景浦玲美[42]）

2024年
- 蠟筆小新 「煤炭鎮的小白」（野原美冴）

2025年
- 咚奇剛 蕉力全開（鴕鳥長老）

### 廣播劇CD
- 花之飛鳥組！（日语：花のあすか組!#ドラマCD1）（箱崎）
- 花之飛鳥組！2（日语：花のあすか組!#ドラマCD2）（原）
- 流行之神 廣播劇CD「詛咒的都市傳說」
- 獏 -BAKU- 第三章（旁白）
- （岡部佐和子）
- 魔法少女Fancy CoCo P（小林小百合）
- 勇者王我王凱牙系列
  - 廣播劇特別篇1 ～生化人誕生～（史旺·懷特）
  - 廣播劇特別篇2 ～機器人闇酷冒險記～（史旺·懷特）
  - 廣播劇特別篇3 ～最強勇者美女軍團～（史旺·懷特、初野菖蒲、孤森令子）
  - 廣播劇特別篇4 ～永遠的ID5…～（史旺·懷特）
- 我太受歡迎了，該怎麼辦？（芹沼光子）

### 外語配音

#### 電影
- 小公主（阿蒙加德·聖約翰）
- 混蛋2（茱莉亞〈梅洛妮·奧喬亞〉）
- 盲點（日语：もう子守歌はいらない）（羅莫納〈卡琳娜·阿羅亞夫（英语：Karina Arroyave）〉）
- 鬼娃恰吉
- 艾德·伍德（凱西·奧哈拉〈帕特里夏·阿奎特〉）
- 魔鬼剋星2（賈森〈賈森·雷特曼〉）※富士電視台版[注 4]。
- 小精靈2（佩吉〈朱麗亞·斯維尼（英语：Julia Sweeney）〉）※影碟版、朝日電視台版。
- 小鬼當家（梅根·麥卡利斯特〈希拉蕊·沃夫（英语：Hillary Wolf）〉、機場接待員〈霍普·戴維斯〉）※富士電視台版[注 4]。
- 小鬼當家2：紐約迷途（梅根·麥卡利斯特〈希拉蕊·沃夫〉）※富士電視台版。
- 魔王迷宮（莎拉的後母〈雪莉·湯普森（英语：Shelley Thompson）〉、雜耍淑女〈卡倫·普雷爾（英语：Karen Prell）〉）※影碟版。
- 平壤怪獸（阿美）
- 威龍殺陣（英语：Road House (1989 film)） ※影碟版。
- 休旅任務（英语：RV (film)）（瑪麗·喬·戈尼克〈克莉絲汀·錢諾維斯〉）
- 魔鬼一族
- 炮彈飛車
- 木乃伊公園（茱麗葉〈霍莉·蘭寧罕〉）
- 玫瑰戰爭（英语：The War of the Roses (film)） ※富士電視台版。

#### 電視影集
- 綻放（英语：Blossom (TV series)）（安吉）
- 歡樂滿屋（莫妮卡）
- 洛城法網（梅琳娜）

#### 動畫
- 瘋狂夏令營（妮娜、馬庫斯小姐）
- 神偷奶爸4（烏貝施萊赫特校長[43]）
- 奧麗華歷險記（情侶女性、珍妮的朋友）
- 蜘蛛俠和他的驚奇朋友（獅子小姐）※影碟版。
- 超人：動畫系列（萊絲莉·威利斯／電女郎）
- 阿達一族2（奧西莉亞[44]）
- 鬼馬小精靈新歷險記（英语：The Spooktacular New Adventures of Casper）（女妖老師）
- 小小湯姆與傑利（傑利）※舊影碟版。

### 電視劇
- 夏空（2019年）—安妮的聲音

### 廣告
- 石丸電氣（日语：石丸電気）（1990年代前半，廣告旁白）
- NITTOHNE（日语：日東紅茶）（1992年—1993年，作為野原美的聲音演出）
- TAITO 超級益智泡泡龍2（日语：パズルボブル2）（1996年）
- MediaWorks 孃樣特急（日语：お嬢様特急）（1998年）
- 日本租車（2004年—2010年，歌：廣志&美）
- DAIEI PROBIS（2007年—，花園家族住吉廣告旁白）
- ANIMAX內廣告『檸檬人（日语：レモンマン）』（檸檬媽媽）
- 明星食品（日语：明星食品） 一平醬（日语：明星食品#主な商品） 夜店的鹽醬口味炒麵（2008年—，明星食品（日语：明星食品）電台廣告）
- Leohouse（日语：レオハウス）（作為野原美冴的聲音廣告演出）
- SC莊臣 擦洗泡沫可沖馬桶刷（2020年，作為野原美冴的聲音廣告演出）
- 世紀21日本（日语：センチュリー21・ジャパン）（2021年，作為野原美冴的聲音廣告演出）
- 森永乳業 乳酸菌優格改善便秘飲料（2023年，作為野原美冴的聲音廣告演出）

### 電視節目
- 笠原將弘的每日廚房
- 為鶴瓶家族乾杯（日语：鶴瓶の家族に乾杯）（2016年，NHK）—擔任貓咪的聲音
- 第一次來MARUMARU ～初次體驗就有戲劇性～（2018年1月4日，富士電視台）—旁白

### 廣播節目
- 東京REMIX族（日语：東京REMIX族）（J-WAVE）—飾 單元聽眾

### 其它
- 英文單語中心1500（東進Books（日语：東進ハイスクール），負責日文翻譯部分的閱讀）
- 英文熟語中心750（東進Books，負責日文翻譯部分的閱讀）
- 日立市商工會議所（2001年，水木之磯與石決明Flash內容，旁白）
- SIN ZMB（日语：SUMMERDELICS）（2017年，參加GLAY專輯《SUMMERDELICS（日语：SUMMERDELICS）》飾演任和田咚）

## 腳註

## 外部連結
- 楢橋美紀｜ARTSVISION （日語）